# Trichopteryx marungensis
Trichopteryx marungensis är en gräsart som beskrevs av Emilio Chiovenda. Trichopteryx marungensis ingår i släktet Trichopteryx och familjen gräs. Inga underarter finns listade i Catalogue of Life.